# Chicago Bears
I Chicago Bears sono una squadra professionistica di football americano della National Football League, con sede a Chicago, nell'Illinois. Competono nella North Division della National Football Conference.
La squadra ha vinto nove campionati (otto prima della fusione e un Super Bowl). I Bears detengono i record per il maggior numero di membri introdotti nella Pro Football Hall of Fame, 27, e di numeri di maglia ritirati, 15. Inoltre sono secondi per vittorie nella stagione regolare dietro agli storici rivali dei Green Bay Packers.
Al 2024, secondo la rivista Forbes, il valore dei Bears è di circa 6,4 miliardi di dollari, noni tra le franchigie della NFL.

## Storia

### 1919-1970

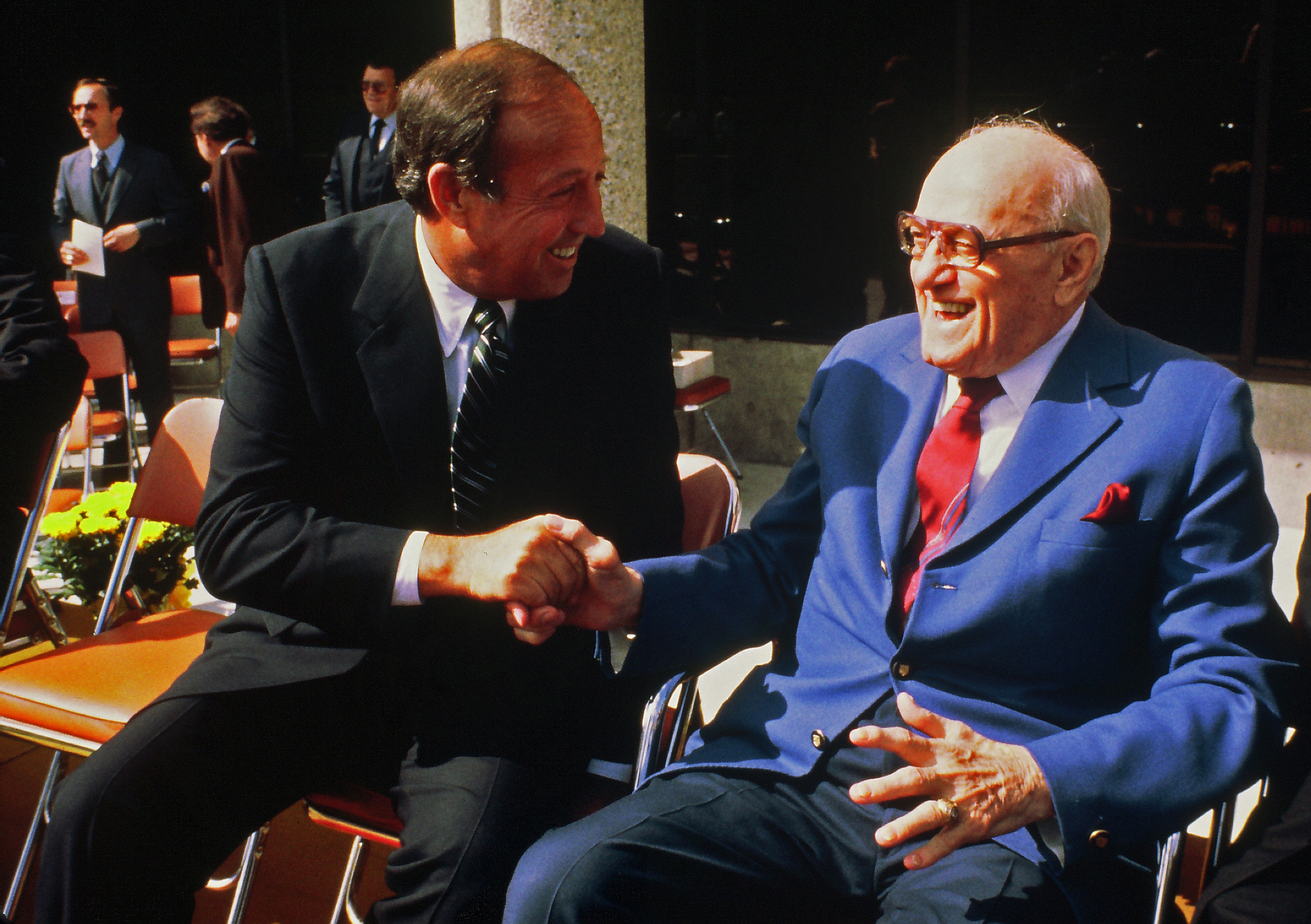
Il fondatore della squadra George Halas (destra) con l'ex commissioner della NFL Pete Rozell.

Originariamente chiamato Decatur Staleys, il club fu fondato dalla impresa alimentare A. E. Staley di Decatur (Illinois) nel 1919 come squadra dell'azienda. Esso fu un genere di inizio tipico per le prime franchigie di football professionistico. La compagnia assunse George Halas e Edward "Dutch" Sternaman nel 1920 per condurre la squadra, di cui essi presero il pieno controllo nel 1921. Le fonti ufficiali della squadra e della lega indicano Halas come fondatore quando raccolse la squadra nel 1920 diventando membro della NFL.
La squadra si trasferì a Chicago nel 1921, dove venne rinominata Chicago Staleys. Dopo l'accordo raggiunto da Halas e Sternaman con Staley, Halas acquisì i diritti sulla franchigia per 100 dollari, cambiando nuovamente nome in Chicago Bears. La squadra si trasferì al Wrigley Field, casa anche dei Chicago Cubs di baseball. Come diverse franchigie NFL di quell'epoca, i Bears derivarono il loro nome dalla squadra cittadina di baseball (alcune direttamente, altre indirettamente, come i Bears, Orsi, che da giovani vengono chiamati "cubs"). Ad Halas piacquero le tonalità brillanti di arancio e blu della divisa del suo college, l'Università dell'Illinois, così i Bears adottarono gli stessi colori, seppur in versione più scura.
I Bears dominarono la lega nei suoi primi anni. La loro rivalità coi Chicago Cardinals, la più vecchia nella NFL (oltre che un derby cittadino dal 1920 al 1959), fu uno dei fattori chiave in quattro delle prime sei stagioni della lega. Durante quei sei anni, i Bears persero due volte contro i Canton Bulldogs (entrambe le sconfitte costarono il titolo ai Bears) e quattro volte contro i Cardinals (con un record di 4–4–2 negli scontri diretti in quel periodo). Nessun'altra squadra riuscì a battere i Bears nemmeno una volta in quel periodo.
La rivalità dei Bears coi Green Bay Packers, una delle più antiche e ricche di avvenimenti della storia dello sport professionistico americano, nacque 1921. In un famoso incidente occorso quell'anno, Halas fece espellere i Packers dalla lega per evitare che essi ingaggiassero un particolare giocatore e in seguito li riammise dopo che i Bears avevano ingaggiato quel giocatore.

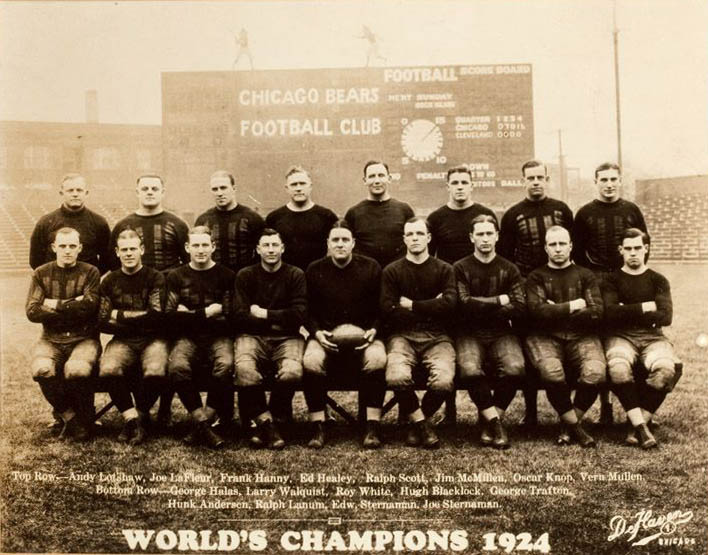
La squadra del 1924.

La franchigia giunse al successo in breve tempo sotto la gestione di Halas, vincendo il titolo NFL nel 1921 e rimanendo competitiva nel corso del decennio. Nel 1924 i Bears dichiararono di aver vinto il titolo dopo aver battuto i Cleveland Bulldogs il 7 dicembre, ponendo anche la scritta "Campioni del mondo" nella loro foto di squadra del 1924. La NFL però fece presente che le gare disputate dopo il 30 novembre non avrebbero contato per il titolo e i Bears dovettero accontentarsi del secondo posto dietro a Cleveland. La loro unica stagione con un record negativo avvenne nel 1929.
Dopo le perdite finanziarie della stagione 1932, il socio di Halas Dutch Sternaman lasciò l'organizzazione. Halas conservò il pieno controllo dei Bears fino alla sua morte nel 1983. Egli inoltre allenò la squadra a fasi alterne per 40 stagioni, un record NFL. Nel 1932 i Bears vinsero il loro secondo titolo NFL dopo aver sconfitto i Portsmouth Spartans nella prima gara di football disputata al coperto allo Chicago Stadium.
Nel 1933, la prima stagione in cui la lega adottò la formula dei playoff per determinare la squadra campione, i Bears sconfissero in finale i New York Giants per 23–21 giungendo al loro terzo titolo. Le due squadre si incontrarono in finale anche nell'anno successivo e i Giants, indossando scarpe da ginnastica, sconfissero i Bears 30–13 in uno stadio Polo Grounds congelato.
Dal 1940 al 1947 il quarterback Sid Luckman guidò i Bears alla vittoria in quattro delle cinque finali NFL disputate. La squadra acquisì dall'Università di Chicago il loro vecchio soprannome "Monsters of the Midway" e la loro caratteristica "C", tuttora il simbolo della squadra, oltre che un nuovo tema musicale chiamato "The Pride and Joy of Illinois". Una famosa vittoria durante quel periodo fu il 73–0 inflitto ai favoriti Washington Redskins al Griffith Stadium nella finale del 1940; tale punteggio è ancora oggi il record NFL per il maggior scarto durante una partita. Il segreto dietro quel risultato a senso unico fu la nuova formazione offensiva messa a punto da Halas. La T-formation, come Halas la chiamò, consisteva nell'utilizzo di due running back al posto del singolo canonico. Luckman stabilì diversi record come quarterback dei Bears, alcuni dei quali durarono molto a lungo, fino all'era di Jay Cutler negli anni 2010.
Dopo il declino avvenuto nel corso degli anni cinquanta, la squadra si rialzò nel 1963 quando vinse il suo ottavo titolo NFL, l'ultimo fino al 1985. Tra la fine degli anni sessanta e l'inizio degli anni settanta si misero in mostra grandi giocatori come Dick Butkus, Gale Sayers e Brian Piccolo, che morì a causa di un carcinoma nel 1970. La rete televisiva ABC trasmise un film sulla vita di Piccolo nel 1971 intitolato La canzone di Brian, interpretato da James Caan e Billy Dee Williams nei ruoli di Piccolo e Sayers rispettivamente; Jack Warden vinse un Emmy Award per la sua interpretazione del ruolo di Halas. Il film fu in seguito trasmesso nei cinema dopo essere stato mostrato in televisione.
Halas si ritirò dal ruolo da allenatore nel 1967 e trascorse il resto dei suoi giorni nella dirigenza. Egli divenne l'unica persona a far parte della NFL nel corso dei primi 60 anni della sua esistenza. Fu anche un membro della prima classe di introdotti nella Pro Football Hall of Fame nel 1963. Essendo rimasto l'unico membro fondatore della NFL nel febbraio del 1970, periodo della fusione tra NFL e American Football League, gli altri proprietari resero omaggio a Halas eleggendolo primo presidente della National Football Conference, un incarico che ricoprì fino alla sua morte nel 1983. In suo nome, la NFL chiamò il trofeo della NFC Championship George Halas Memorial Trophy.

### 1970–2003
Dopo la fusione, i Bears terminarono la stagione 1970 all'ultimo posto della loro division, come era capitato nell'annata precedente. Nel 1975 i Bears scelsero nel draft il running back Walter Payton dalla Jackson State University come prima scelta. Egli vinse il premio di MVP della NFL nella stagione 1977. Payton superò lo storico record di Jim Brown di yard corse in carriera nel 1984, prima di ritirarsi nel 1987, e detenne tale primato fino al 2002, quando fu sorpassato da Emmitt Smith dei Dallas Cowboys. La personalità e la carriera di Payton cattivarono i cuori dei tifosi dei Bears, che lo chiamavano "Sweetness" (dolcezza). Egli morì per una rara forma di cancro al fegato nel 1999 all’età di 45 anni.
Il 1º novembre 1983, un giorno dopo la morte di George Halas, la sua prima figlia, Virginia McCaskey, prese il controllo della quota di maggioranza della proprietà. Suo marito, Ed McCaskey, succedette al comando della squadra. Il loro figlio Michael divenne il terzo presidente della storia della società. L'impatto della signora McCasey sulla squadra fu tale che la famiglia la soprannominò la "First Lady degli Sport" mentre il Chicago Sun-Times la classificò come una delle donne più potenti di Chicago.
Mike Ditka, che aveva giocato come tight end per i Bears dal 1961 al 1966, fu assunto come capo-allenatore da George Halas nel 1982. Nella stagione 1985 la rivalità tra Bears e Packers si accese di nuovo quando Ditka usò il defensive tackle "Refrigerator" Perry (del peso di 143 kg) come running back in una giocata da touchdown al Lambeau Field, contro i Packers. A fine stagione, i Bears vinsero il loro nono titolo NFL, il primo dalla fusione tra AFL e NFL, nel Super Bowl XX dopo un'annata di assoluto dominio nella lega. L'unica sconfitta stagionale dei Bears giunse nel tredicesimo turno, un Monday Night Football in cui furono superati dai Miami Dolphins. All'epoca si parlò molto del fatto che i Dolphins del 1972 erano stati (e sono tuttora) l'unica squadra a chiudere imbattuta sia la stagione regolare che i playoff. I Dolphins furono vicini a incontrare di nuovo i Bears nel Super Bowl, ma persero contro i New England Patriots nella finale della AFC.
Dopo il titolo del 1985, i Bears rimasero competitivi per tutti gli anni ottanta ma non riuscirono più a fare ritorno al Super Bowl sotto la gestione di Mike Ditka. Dopo il licenziamento di Ditka alla fine della stagione 1992, i Bears raggiunsero i playoff con tre diversi allenatori: Dave Wannstedt dal 1993 al 1998, Dick Jauron dal 1999 al 2003 e Lovie Smith. Prima che Bears assumessero Jauron nel gennaio 1999, Dave McGinnis (coordinatore difensivo degli Arizona Cardinals ed ex assistente allenatore ai Bears con Ditka e Wannstedt) era stato contattato per il posto da allenatore capo. I Bears avevano annunciato una conferenza stampa per proclamare la sua assunzione prima che McGinnis acconsentisse ai termini contrattuali propostigli. Poco dopo l'assunzione di Jauron, la signora McCaskey esonerò suo figlio Michael dall'incarico di presidente, sostituendolo con Ted Phillips e promuovendo Michael a direttore generale. Il periodo di McCaskey come presidente venne ricordato come un "disastro". Phillips, l'attuale presidente dei Bears, divenne il primo uomo al di fuori della famiglia Halas-McCaskey a condurre la squadra.

## Giocatori importanti

### Membri della Pro Football Hall of Fame

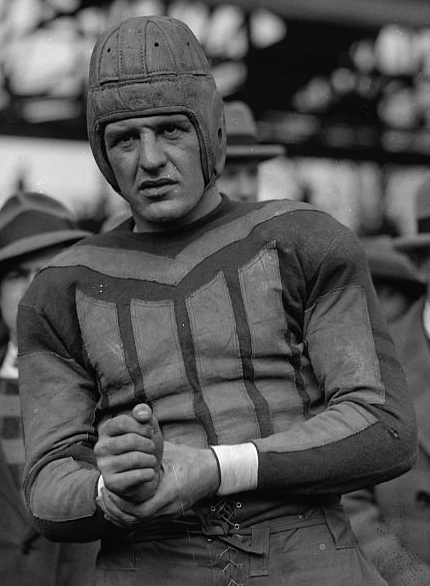
Red Grange

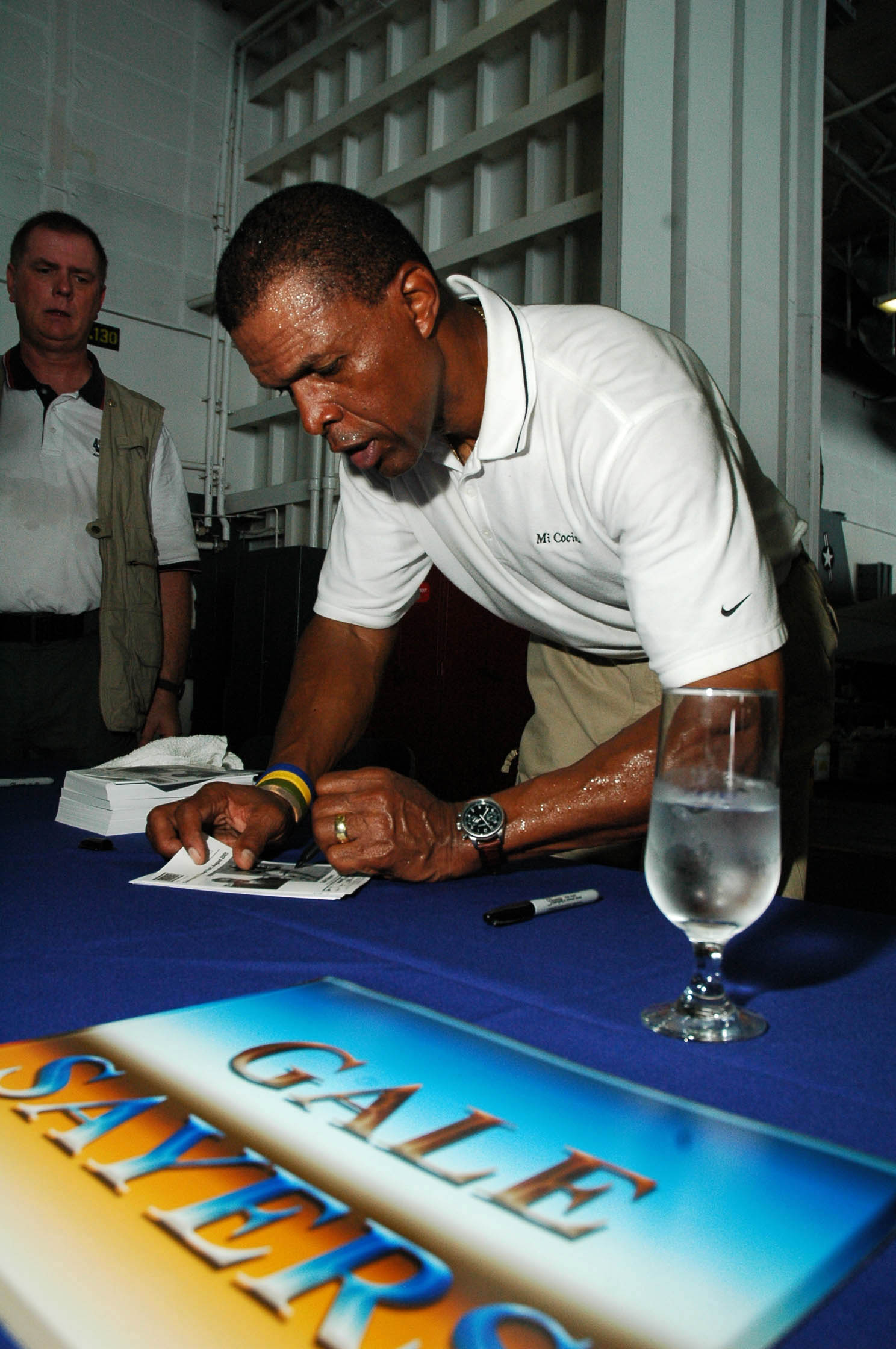
Gale Sayers

Al 2020 30 tra giocatori e membri dello staff che hanno militato nei Bears sono stati inseriti nella Pro Football Hall of Fame.
- (3) Bronko Nagurski "RB/T/LB" inserito nel 1963.
- (7) George Halas "TE/DE, fondatore, head coach e owner" inserito nel 1963.
- (77) Harold "Red" Grange "RB/CB" inserito nel 1963.
- (11) William Roy "Link" Lyman "OT/DT" inserito nel 1964.
- (13) George Trafton "C/DT" inserito nel 1964.
- (16) Ed Healey "T/DT" inserito nel 1964.
- (1) John "Paddy" Driscoll "QB/S/K e head coach" inserito nel 1965.
- (21) Dan Fortmann "G/DT" inserito nel 1965.
- (42) Sid Luckman "QB/CB" inserito nel 1965.
- (66) Clyde "Bulldog" Turner "C/DT" inserito nel 1966.
- (13) Joe Stydahar "T/DT" inserito nel 1967.
- (56) Bill Hewitt "TE/DE" inserito nel 1971.
- (61) Bill George "LB" inserito nel 1974.
- (71) George Connor "OT/LB" inserito nel 1975.
- (40) Gale Sayers "RB" inserito nel 1977.
- (51) Dick Butkus "LB" inserito nel 1979.
- (16) George Blanda "QB" inserito nel 1981.
- (16) George Musso "C/DT" inserito nel 1982.
- (81) Doug Atkins "DE" inserito nel 1982.
- (89) Mike Ditka "TE e head coach" inserito nel 1988.
- (78) Stan Jones "T" inserito nel 1991.
- (34) Walter Payton "RB" inserito nel 1993.
- (--) Jim Finks "general manager" inserito nel 1995.
- (5) George McAfee "RB/S" inserito nel 1996.
- (50) Mike Singletary "LB" inserito nel 1998.
- (99) Dan Hampton "DE" inserito nel 2002.
- (95) Richard Dent "DE" inserito nel 2011.
- (54) Brian Urlacher "LB" inserito nel 2018.
- (74) Jim Covert "OT" inserito nel 2020.
- (7) Ed Sprinkle "DE" inserito nel 2020.

### Migliori 100 giocatori
In occasione del centenario della squadra, il 20 maggio 2019 venne pubblicata una lista dei migliori 100 giocatori in assoluto dei Chicago Bears, votati e selezionati dai curatori della Hall of Fame Don Pierson e Dan Pompei, due dei più famosi giornalisti ad essersi occupati del club nel corso della loro carriera.
| N. | Nome                   | Ruolo    | Anni                          |
| -- | ---------------------- | -------- | ----------------------------- |
| 1  | Walter Payton          | RB       | 1975-1987                     |
| 2  | Dick Butkus            | LB       | 1965-1973                     |
| 3  | Bronko Nagurski        | FB/LB/T  | 1930-1937, 1943               |
| 4  | Sid Luckman            | QB/P/DB  | 1939-1950                     |
| 5  | Gale Sayers            | RB       | 1965-1971                     |
| 6  | Mike Ditka             | TE       | 1961-1966                     |
| 7  | Bill George            | LB       | 1952-1965                     |
| 8  | Clyde "Bulldog" Turner | C/LB     | 1940-1952                     |
| 9  | Doug Atkins            | DE       | 1955-1966                     |
| 10 | Dan Fortmann           | OG       | 1936-1943                     |
| 11 | Dan Hampton            | DE/DT    | 1979-1990                     |
| 12 | Richard Dent           | DE       | 1983-1993, 1995               |
| 13 | Jim Covert             | OT       | 1983-1990                     |
| 14 | Brian Urlacher         | LB       | 2000-2012                     |
| 15 | Mike Singletary        | LB       | 1981-1992                     |
| 16 | Bill Hewitt            | E        | 1932-1936                     |
| 17 | Stan Jones             | OG/DT    | 1954-1965                     |
| 18 | Jay Hilgenberg         | C/LS     | 1981-1991                     |
| 19 | Steve McMichael        | DT       | 1981-1993                     |
| 20 | Devin Hester           | KR/PR/WR | 2006-2013                     |
| 21 | Joe Stydahar           | OT       | 1936-1942 1945-1946           |
| 22 | George Connor          | T/LB     | 1948-1955                     |
| 23 | George McAfee          | HB/DB    | 1940-1941 1945-1950           |
| 24 | Joe Fortunato          | LB       | 1955-1966                     |
| 25 | Ed Sprinkle            | DE       | 1944-1955                     |
| 26 | Ed Healey              | OT/DT    | 1922-1927                     |
| 27 | Olin Kreutz            | C        | 1998-2010                     |
| 28 | Lance Briggs           | LB       | 2003-2014                     |
| 29 | Rick Casares           | FB       | 1955-1964                     |
| 30 | Gary Fencik            | S        | 1976-1987                     |
| 31 | Charles Tillman        | CB       | 2003-2014                     |
| 32 | Paddy Driscoll         | HB/QB/P  | 1920, 1926-1929               |
| 33 | George Trafton         | C        | 1920-1932                     |
| 34 | Matt Forte             | RB       | 2008-2015                     |
| 35 | George Musso           | OG       | 1933-1944                     |
| 36 | Red Grange             | HB/DB    | 1925, 1929-1934               |
| 37 | George Halas           | E        | 1920-1929                     |
| 38 | Link Lyman             | T        | 1926-1928 1930-1931 1933-1934 |
| 39 | Harlon Hill            | FL       | 1954-1961                     |
| 40 | Ken Kavanaugh          | E        | 1940-1941 1945-1950           |
| 41 | Neal Anderson          | RB       | 1986-1993                     |
| 42 | Richie Petitbon        | S        | 1959-1968                     |
| 43 | Wilber Marshall        | LB       | 1984-1987                     |
| 44 | Johnny Morris          | FL       | 1958-1967                     |
| 45 | Otis Wilson            | LB       | 1980-1987                     |
| 46 | Doug Buffone           | LB       | 1966-1979                     |
| 47 | Dave Duerson           | S        | 1983-1989                     |
| 48 | Fred Williams          | DT       | 1952-1963                     |
| 49 | Ray Bray               | OG       | 1939-1942 1946-1951           |
| 50 | Mark Bortz             | OG       | 1983-1994                     |

| N.  | Nome                     | Ruolo   | Anni                          |
| --- | ------------------------ | ------- | ----------------------------- |
| 51  | Keith Van Horne          | OT      | 1981-1993                     |
| 52  | Joe Kopcha               | OG      | 1929, 1932-1935               |
| 53  | Jim McMahon              | QB      | 1982-1988                     |
| 54  | Ed Brown                 | QB/P    | 1954-1961                     |
| 55  | Johnny Lujack            | QB/DB   | 1948-1951                     |
| 56  | Roosevelt Taylor         | CB      | 1961-1969                     |
| 57  | Jim Osborne              | DT      | 1972-1984                     |
| 58  | Wally Chambers           | DT      | 1973-1977                     |
| 59  | Julius Peppers           | DE      | 2010-2013                     |
| 60  | Khalil Mack              | LB      | 2018-2021                     |
| 61  | Willie Galimore          | HB      | 1957-1963                     |
| 62  | Robbie Gould             | K       | 2005-2015                     |
| 63  | Mike Brown               | S       | 2000-2008                     |
| 64  | James "Big Cat" Williams | OT      | 1991-2002                     |
| 65  | Dick Gordon              | WR      | 1965-1971                     |
| 66  | Mike Hartenstine         | DE      | 1975-1986                     |
| 67  | Ed O'Bradovich           | DE      | 1962-1971                     |
| 68  | Dick Barwegen            | OG      | 1950-1952                     |
| 69  | Bill Wade                | QB      | 1961-1966                     |
| 70  | Matt Suhey               | FB      | 1980-1989                     |
| 71  | Kevin Butler             | K       | 1985-1995                     |
| 72  | Mark Carrier             | S       | 1990-1996                     |
| 73  | Tommie Harris            | DT      | 2004-2010                     |
| 74  | Kyle Long                | OG      | 2013-2019                     |
| 75  | Akiem Hicks              | DT      | 2016-2021                     |
| 76  | J.C. Caroline            | DB      | 1956-1965                     |
| 77  | Bennie McRae             | DB      | 1962-1970                     |
| 78  | Donnell Woolford         | CB      | 1989-1996                     |
| 79  | Dennis McKinnon          | WR/KR   | 1983-1985 1987-1989           |
| 80  | Alshon Jeffery           | WR      | 2012-2016                     |
| 81  | Brandon Marshall         | WR      | 2012-2014                     |
| 82  | George Blanda            | QB/K    | 1949-1958                     |
| 83  | Willie Gault             | WR      | 1983-1987                     |
| 84  | Tom Thayer               | OG      | 1985-1992                     |
| 85  | Jay Cutler               | QB      | 2009-2016                     |
| 86  | Allan Ellis              | CB      | 1973-1977 1979-1980           |
| 87  | Luke Johnsos             | E       | 1929-1936                     |
| 88  | Joey Sternaman           | QB/HB/K | 1922-1925 1927-1930           |
| 89  | Mike Pyle                | C       | 1961-1969                     |
| 90  | Beattie Feathers         | HB      | 1934-1937                     |
| 91  | Bob Wetoska              | OT      | 1960-1969                     |
| 92  | Bill Osmanski            | FB      | 1939-1943 1946-1947           |
| 93  | Herm Lee                 | OT      | 1958-1966                     |
| 94  | Jim Dooley               | FL/DB   | 1952-1954 1956-1957 1959-1962 |
| 95  | Larry Morris             | LB      | 1959-1965                     |
| 96  | Eddie Jackson            | S       | 2017-                         |
| 97  | Bobby Joe Green          | P       | 1962-1973                     |
| 98  | Trace Armstrong          | DE      | 1989-1994                     |
| 99  | Doug Plank               | S       | 1975-1982                     |
| 100 | Patrick Mannelly         | LS      | 1998-2013                     |

### Numeri ritirati
I Bears hanno ritirato quattordici numeri, il massimo per una squadra della NFL, e al quarto posto dopo i Boston Celtics (21), i New York Yankees (16) e i Montreal Canadiens (15) negli sport professionistici nordamericani.
| Numeri ritirati dai Chicago Bears |                        |              |
| N°                                | Giocatore              | Ruolo        |
| 3                                 | Bronko Nagurski        | FB, RB       |
| 5                                 | George McAfee          | RB           |
| 7                                 | George Halas           | DE, WR, All. |
| 28                                | Willie Galimore        | RB           |
| 34                                | Walter Payton          | RB           |
| 40                                | Gale Sayers            | RB           |
| 41                                | Brian Piccolo          | RB           |
| 42                                | Sid Luckman            | QB           |
| 51                                | Dick Butkus            | LB           |
| 56                                | Bill Hewitt            | DE           |
| 61                                | Bill George            | LB           |
| 66                                | Clyde (Bulldog) Turner | C, LB        |
| 77                                | Red Grange             | RB           |
| 89                                | Mike Ditka             | TE, All.     |

### Premi individuali
| MVP della NFL |               |       |
| Anno          | Giocatore     | Ruolo |
| 1943          | Sid Luckman   | QB    |
| 1977          | Walter Payton | RB    |

| MVP del Super Bowl |              |       |
| SB                 | Giocatore    | Ruolo |
| XX                 | Richard Dent | DE    |

| Giocatore offensivo dell'anno |               |       |
| Anno                          | Giocatore     | Ruolo |
| 1977                          | Walter Payton | RB    |

| Difensore dell'anno |                 |       |
| Anno                | Giocatore       | Ruolo |
| 1985                | Mike Singletary | LB    |
| 1988                | Mike Singletary | LB    |
| 2005                | Brian Urlacher  | LB    |

| Miglior rookie offensivo |                |       |
| Anno                     | Giocatore      | Ruolo |
| 2001                     | Anthony Thomas | RB    |

| Miglior rookie difensivo |                |       |
| Anno                     | Giocatore      | Ruolo |
| 1973                     | Wally Chambers | DT    |
| 1990                     | Mark Carrier   | S     |
| 2000                     | Brian Urlacher | LB    |

| MVP del Pro Bowl |               |       |
| Anno             | Giocatore     | Ruolo |
| 1958             | Doug Atkins   | DE    |
| 1966             | Gale Sayers   | RB    |
| 1967             | Gale Sayers   | RB    |
| 1969             | Gale Sayers   | RB    |
| 1977             | Walter Payton | RB    |

### Record di franchigia
Carriera
| Record in carriera |               |        |
| Categoria          | Giocatore     | Numero |
| Yard passate       | Jay Cutler    | 23.443 |
| TD passati         | Jay Cutler    | 154    |
| Yard ricevute      | Johnny Morris | 5.059  |
| TD su ric.         | Ken Kavanaugh | 50     |
| Yard corse         | Walter Payton | 16.726 |
| TD su corsa        | Walter Payton | 110    |

Stagionali
| Record stagionali |                           |        |                 |
| Categoria         | Giocatore                 | Numero | Anno            |
| Yard passate      | Erik Kramer               | 3.838  | 1995            |
| TD passati        | Erik Kramer               | 29     | 1995            |
| Yard ricevute     | Brandon Marshall          | 1.508  | 2012            |
| TD su ric.        | Ken Kavanaugh Dick Gordon | 13     | 1947 1970       |
| Yard corse        | Walter Payton             | 1.852  | 1977            |
| TD su corsa       | Walter Payton Gale Sayers | 14     | 1977, 1979 1965 |

## La squadra
| Roster dei Chicago Bears |
| --- |
| Quarterback - 17 Tyson Bagent - 18 Caleb Williams Running Back - 35 Khari Blasingame FB - 24 Khalil Herbert - 20 Travis Homer - 23 Roschon Johnson - 4 D'Andre Swift Wide Receiver - 13 Keenan Allen - 11 DeAndre Carter - 12 Velus Jones Jr. - 2 D.J. Moore - 15 Rome Odunze - 10 Tyler Scott Tight End - 14 Gerald Everett - 85 Cole Kmet - 84 Marcedes Lewis Offensive Linemen - 72 Kiran Amegadjie T - 71 Ryan Bates C - 64 Nate Davis G - 76 Teven Jenkins G - 70 Braxton Jones T - 68 Doug Kramer C - 60 Bill Murray G - 79 Matt Pryor T - 65 Coleman Shelton C - 58 Darnell Wright T Defensive Linemen - 97 Andrew Billings DT - 94 Austin Booker DE - 99 Gervon Dexter DT - 92 Daniel Hardy DE - 96 Zacch Pickens DT - 90 Dominique Robinson DE - 98 Montez Sweat DE - 52 Darrell Taylor DE - 95 DeMarcus Walker DE - 91 Chris Williams DT Linebacker - 49 Tremaine Edmunds MLB - 53 T.J. Edwards OLB - 45 Amen Ogbongbemiga OLB - 57 Jack Sanborn MLB - 44 Noah Sewell OLB Defensive Back - 39 Josh Blackwell CB - 9 Jaquan Brisker SS - 31 Kevin Byard FS - 6 Kyler Gordon CB - 22 Elijah Hicks FS - 1 Jaylon Johnson CB - 21 Jaylon Jones CB - 36 Jonathan Owens SS - 32 Terell Smith CB - 29 Tyrique Stevenson CB Special Team - 8 Cairo Santos K - 19 Tory Taylor P Lista delle riserve - 75 Larry Borom T (IR-DRF) - 55 Jacob Martin DE (IR-DRF) - 48 Patrick Scales LS (IR) - -- Nsimba Webster WR (IR) - 33 Ian Wheeler RB (IR) Squadra di allenamento - 47 Micah Baskerville MLB - 62 Theo Benedet T - 88 Stephen Carlson TE - 93 Byron Cowart DT - 73 Jake Curhan T - 46 Scott Daly LS - 63 Chris Glaser G - 80 Collin Johnson WR - 50 Carl Jones Jr. OLB - 59 Jamree Kromah DE - 30 Tarvarius Moore FS - 16 Austin Reed QB - 67 Sam Roberts DT - 27 Reddy Steward CB - 37 Ro Torrence CB - 83 Samori Toure WR Roster aggiornato al 6 settembre 2024 52 attivi, 5 inattivi, 16 nella squadra di allenamento |
| Legenda - I rookie sono in corsivo. - Il primo ruolo è il principale mentre gli eventuali successivi indicano i ruoli secondari. - (IR) sta per Injured Reserve ed indica la lista ristretta per un solo giocatore infortunato che può tornare ad allenarsi dopo la settimana 6 e a rientrare in prima squadra dopo che questa ha giocato 8 partite. - (NF-Inj.) / (NF-Ill.) stanno rispettivamente per Non-Football Injured e Non-Football Illness ed indicano le liste dove viene inserito un giocatore che ha un infortunio o una malattia non dipendente dal football americano. - (PUP) sta per Physically Unable to Perform ed indica la lista dove viene inserito un giocatore mentre è in attesa di recuperare la condizione fisica. Nella stagione regolare dopo la sesta partita giocata dalla propria squadra, il giocatore ha tempo tre settimane per riprendere ad allenarsi, più tre settimane aggiuntive dal suo rientro agli allenamenti per rientrare in prima squadra. |

## Lo staff
| Staff dei Chicago Bears |
| --- |
| Organi dirigenziali - Chairman – George McCaskey - Presidente/amministratore delegato – Kevin Warren - General manager – Ryan Poles - Assistente general manager – Ian Cunningham - Vice presidente dell'amministrazione del football – Matt Feinstein - Direttore senior del personale dei giocatori – Jeff King - Direttore del personale dei giocatori – Trey Koziol - Direttore degli osservatori del college – Breck Ackley - Direttore degli osservatori dei professionisti – DJ Hord Capo allenatore - Capo-allenatore - Ben Johnson - Assistente capo-allenatore/wide receiver – Antwaan Randle El Altri allenatori - Preparatore atletico – Pierre Ngo - Assistente p.a. – Allison Haley - Assistente p.a. – Noble Landry - Assistente p.a. – Reshard Langford - Assistente p.a. – Mark Philippi Allenatori dell'attacco - Coordinatore offensivo – Declan Doyle - Coordinatore gioco sui passaggi – Press Taylor - Quarterback – JT Barrett - Running back – Eric Bieniemy - Tight end – Jim Dray - Offensive line – Dan Roushar - Assistente offensive line – Kyle DeVan - Assistente attacco (quarterback/receiver) – Robbie Picazo - Controllo qualità attacco – Matt Aponte - Controllo qualità attacco – Zach Cable Allenatori della difesa - Coordinatore difensivo – Dennis Allen - Defensive line – Jeremy Garrett - Linebacker – Richard Smith - Assistente linebackers – Kevin Koch - Defensive back/coordinatore gioco sui passaggi – Al Harris - Assistente defensive back/safety – Matt Giordano - Assistente difesa senior – Bill Johnson - Assistente difesa (nickel) – Cannon Matthews - Controllo qualità difesa – Kenny Norton III Allenatori dello special team - Coordinatore dello special team – Richard Hightower - Assistente special team – Anthony Blevins |